# Erez Ben-Yosef
Erez Ben-Yosef é um arqueólogo israelense mais conhecido por escavações do século XXI nas antigas minas de cobre no vale de Timna, na península do Sinai.
Ben-Yosef obteve o BA, B.Sc. e M.Sc. na Universidade Hebraica de Jerusalém; o mestrado e doutorado na Universidade da Califórnia, San Diego. Ele escreveu sua tese de doutorado: Tecnologia e Processo Social: Oscilações na Produção e Energia de Cobre da Idade do Ferro no sul da Jordânia em 2010. Em 2010-2011, ele fez pós-doutorado em pesquisa geomagnética e nas antigas minas de cobre em Chipre no Scripps Institution of Oceanography. Ele ocupou um cargo na Universidade de Tel Aviv, no departamento de arqueologia e no programa de pós-graduação em arqueologia e materiais arqueológicos.
Ele dirige o Projeto Central Timna Valley (CTV) desde 2013.